# Navazo Alto

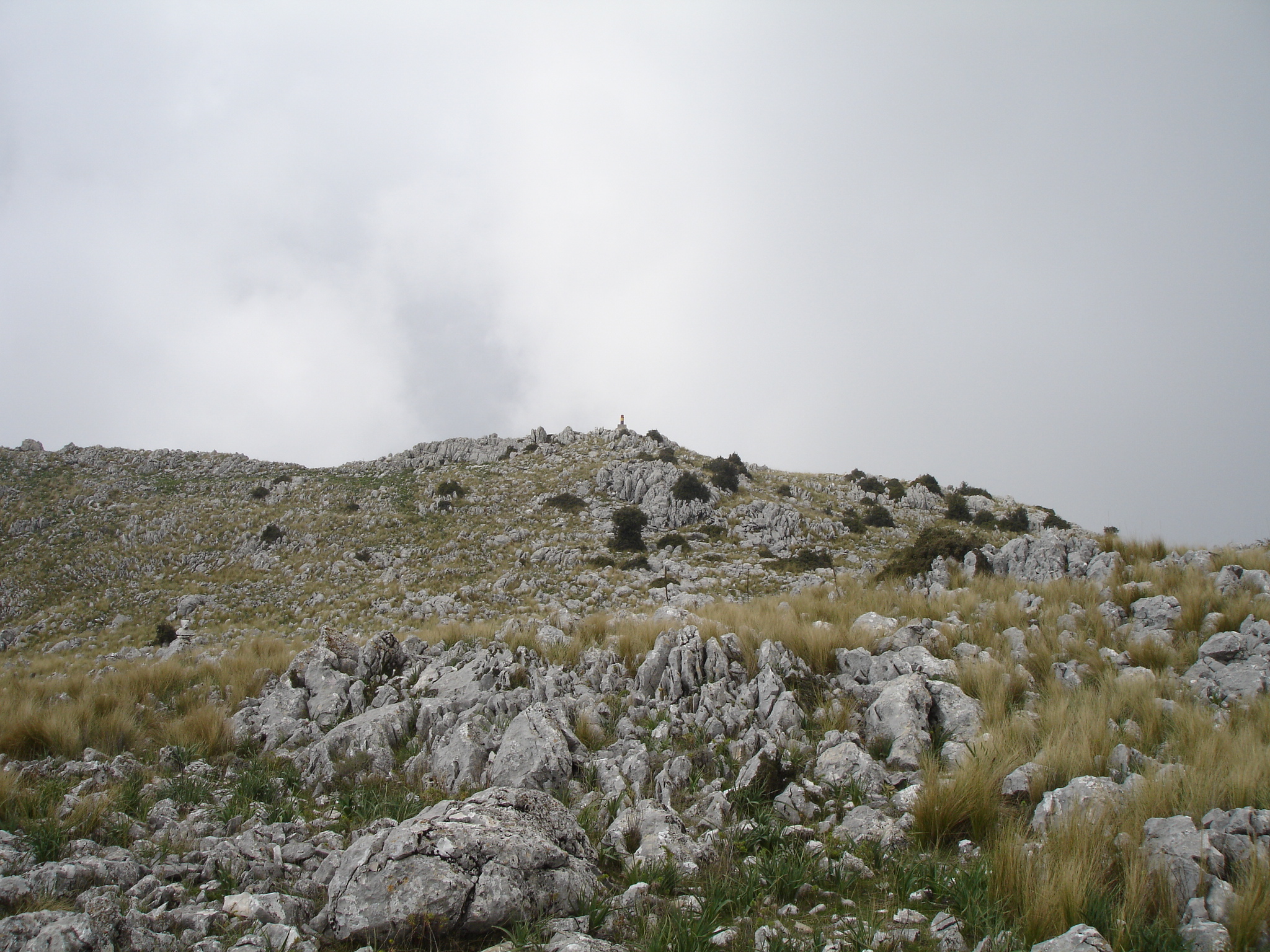
Vista de la cumbre del Navazo Alto.

El Navazo Alto (1395 m s.n.m.) es un pico perteneciente a la Sierra del Caíllo, dentro del Parque Natural de la Sierra de Grazalema, en la provincia de Cádiz, Andalucía, España.
Sobre su falda oriental (frente a la Sierra de Líbar) se asienta la localidad de Villaluenga del Rosario

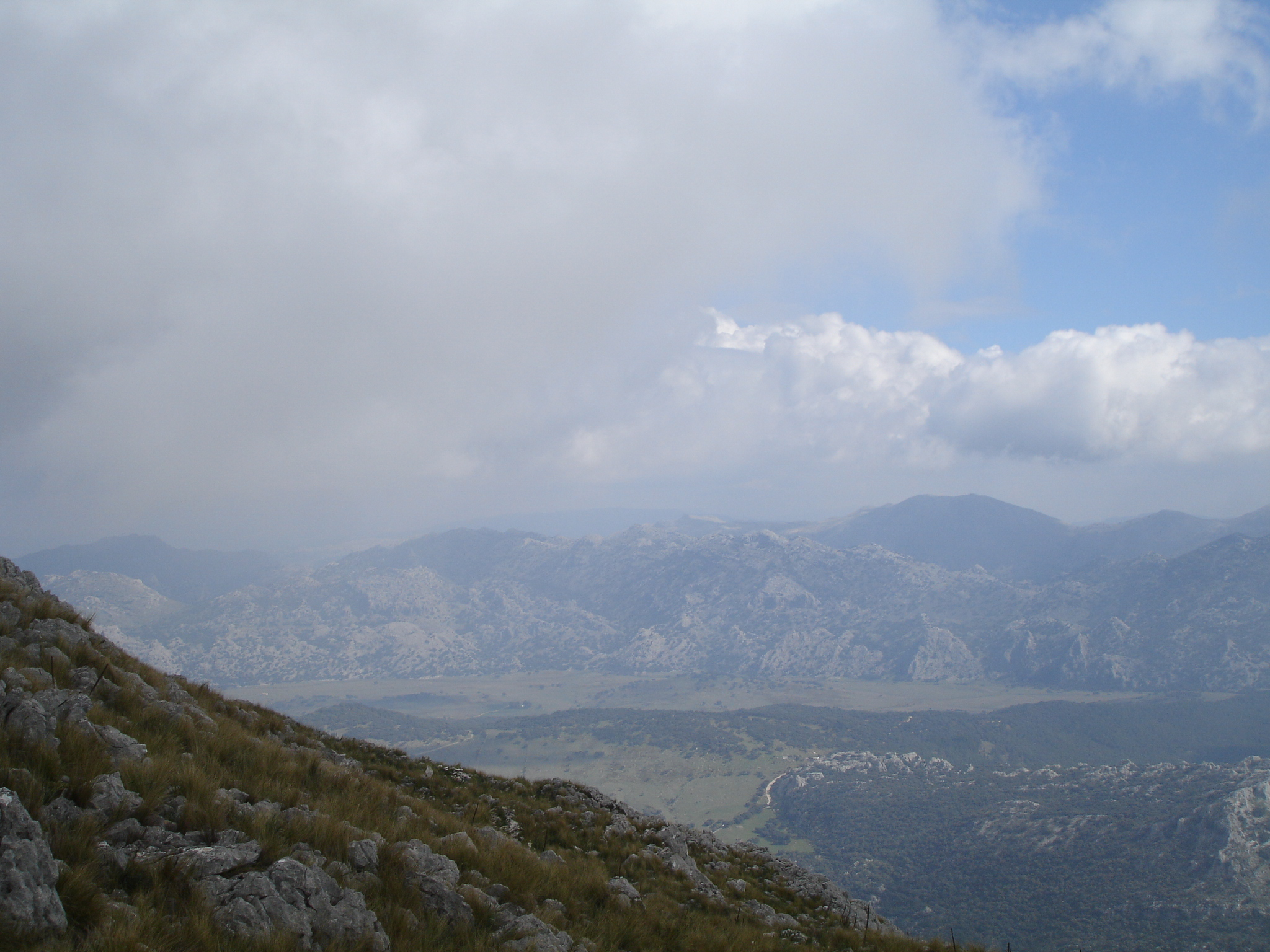
Llanos del Republicano desde el Navazo Alto.

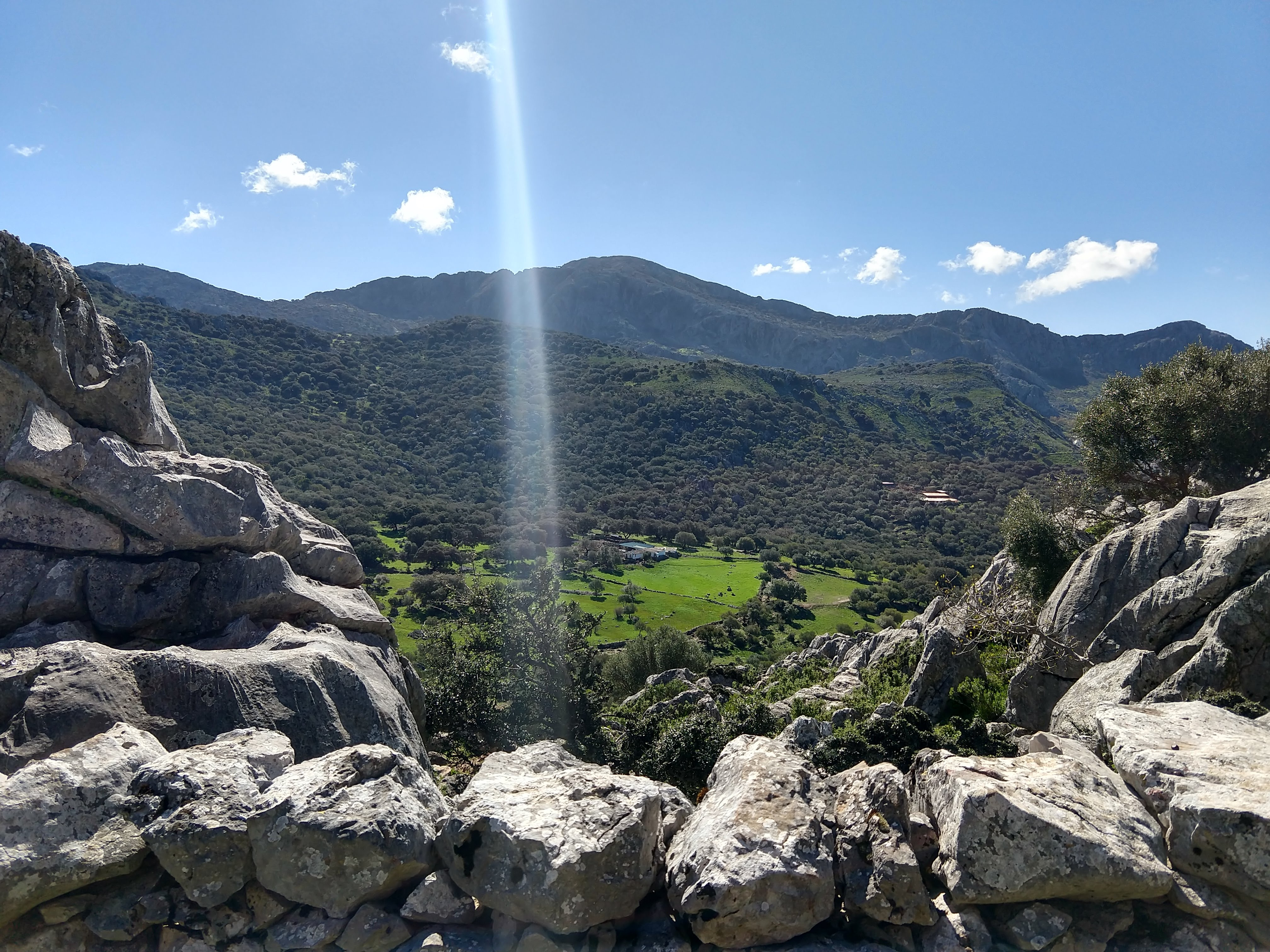
Imagen del mazizo de la Sierra del Caillo y de su máxima altitud, el Pico Navazo Alto, desde las inmediaciones del Salto del Cabrero.

## Galería
Vistas desde la cima del Navazo Alto

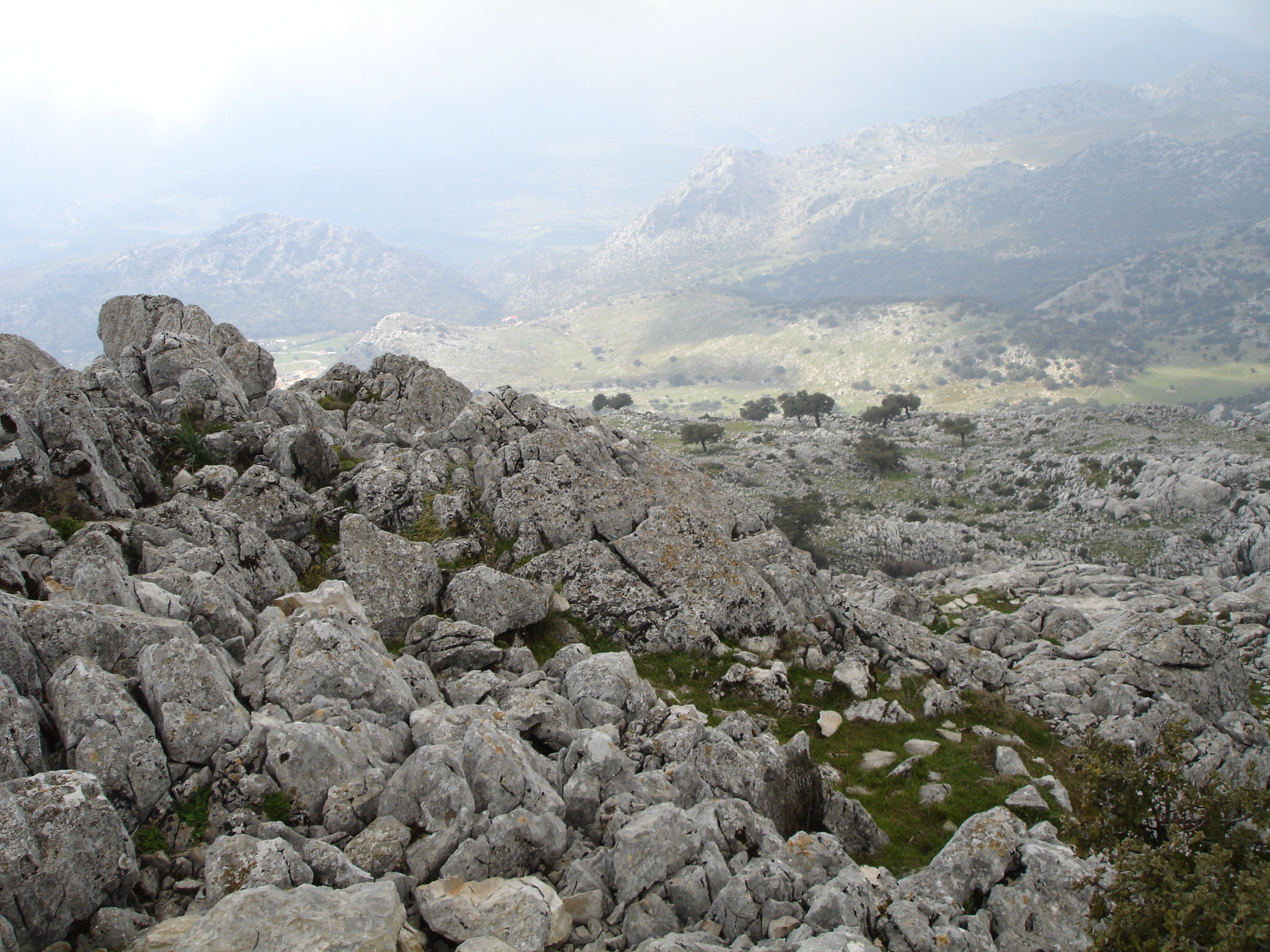
Interior del Macizo de Grazalema
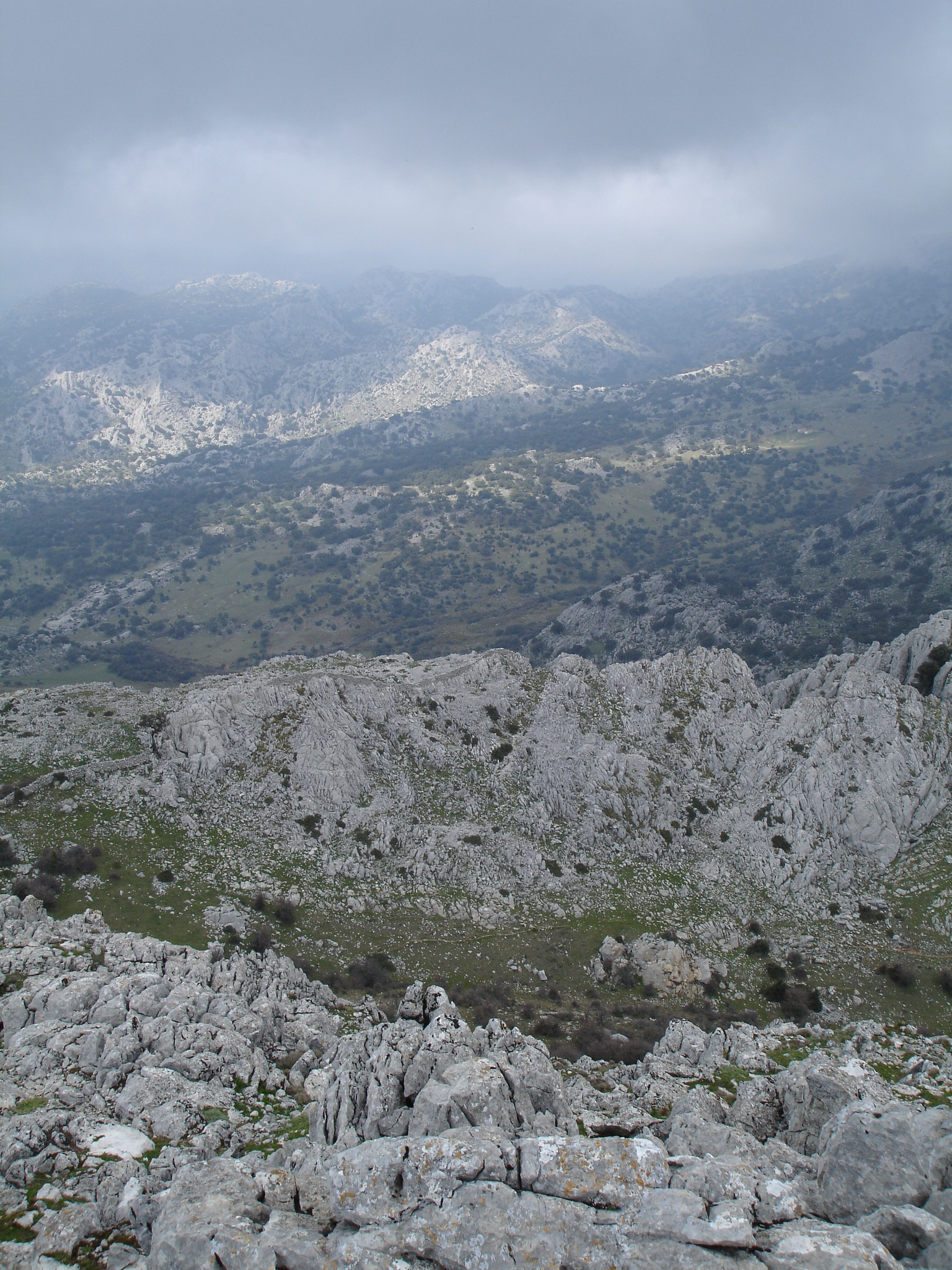
Interior del Macizo de Grazalema
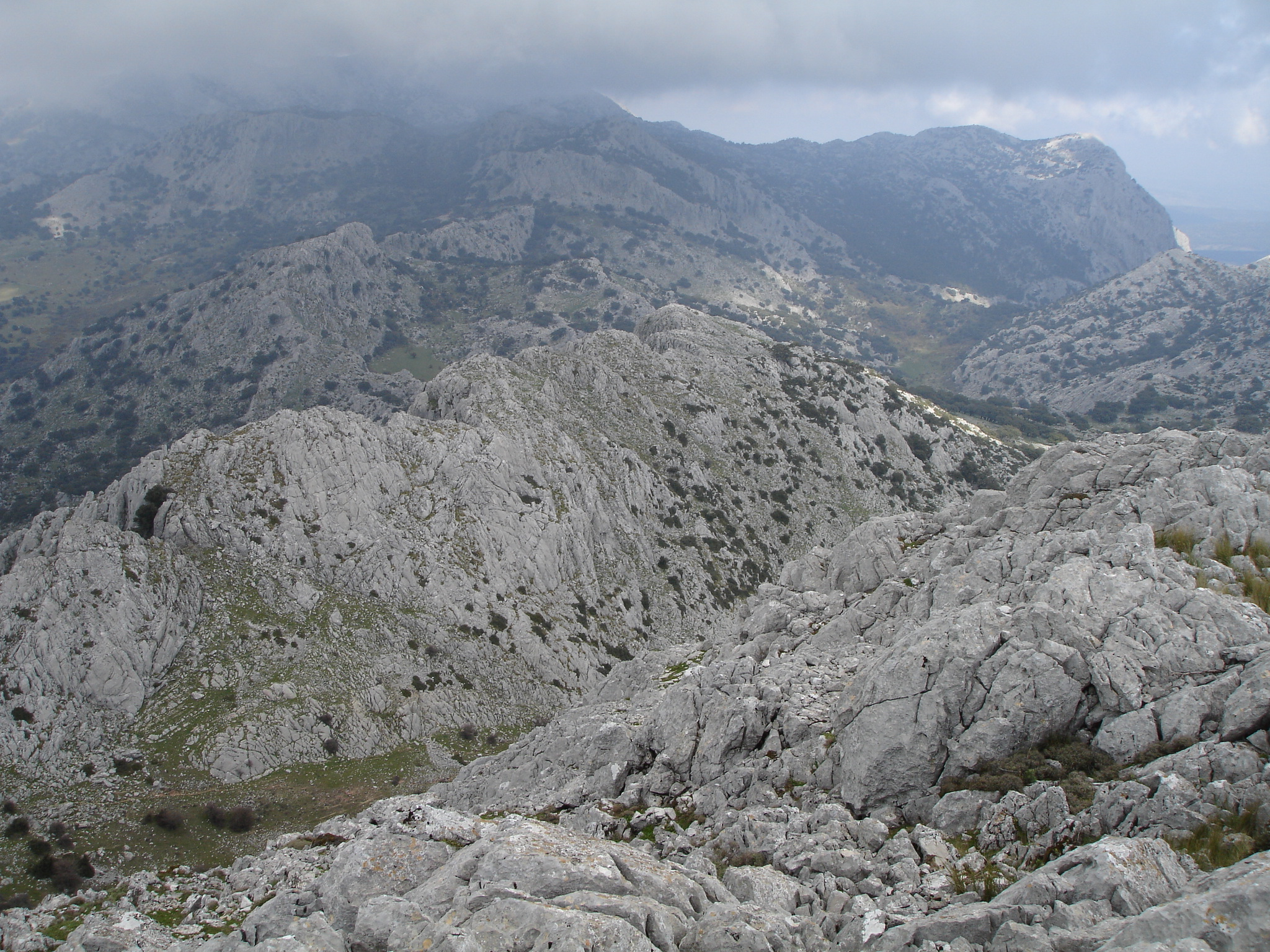
Interior del Macizo de Grazalema
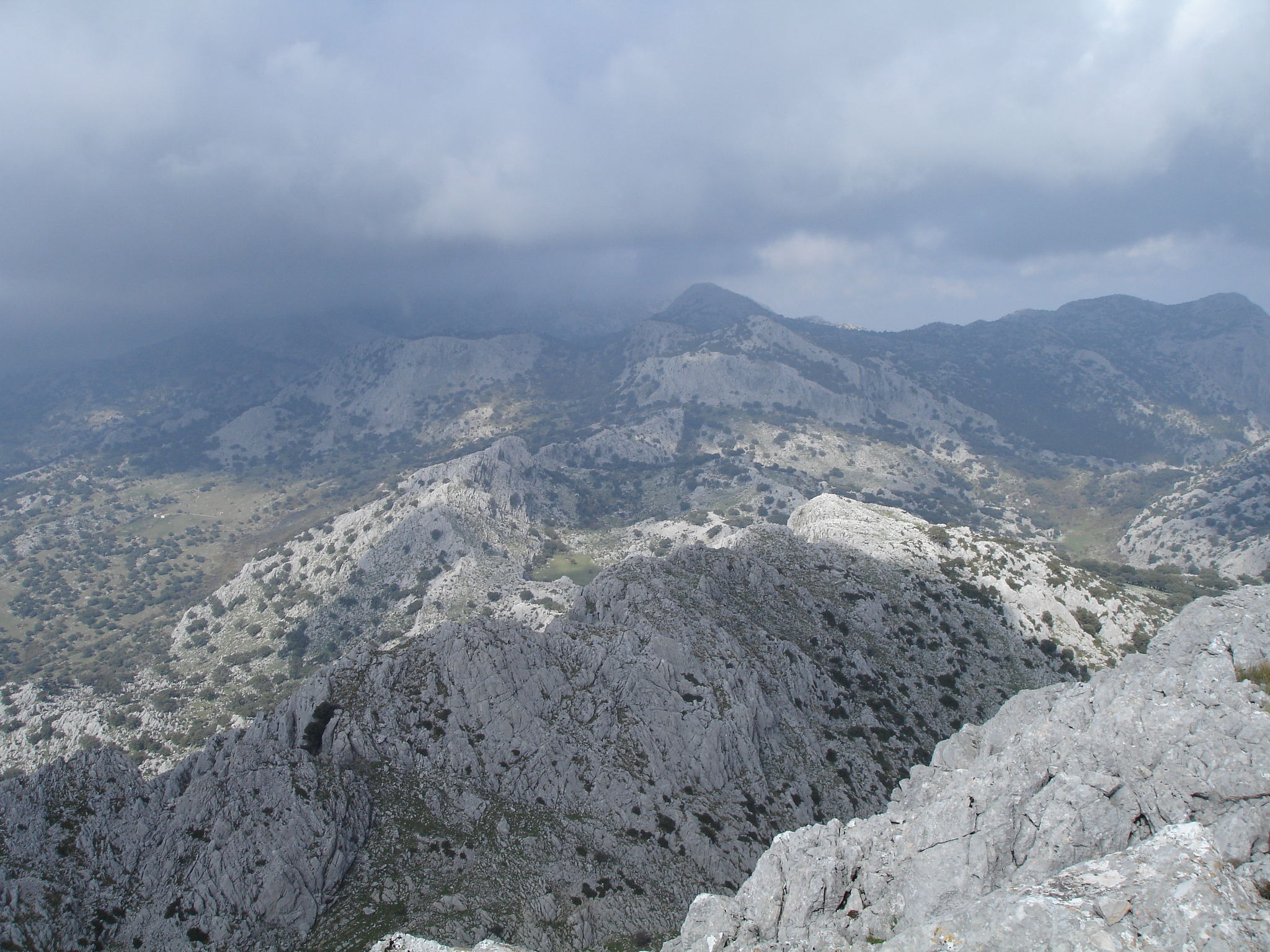
Interior del Macizo de Grazalema
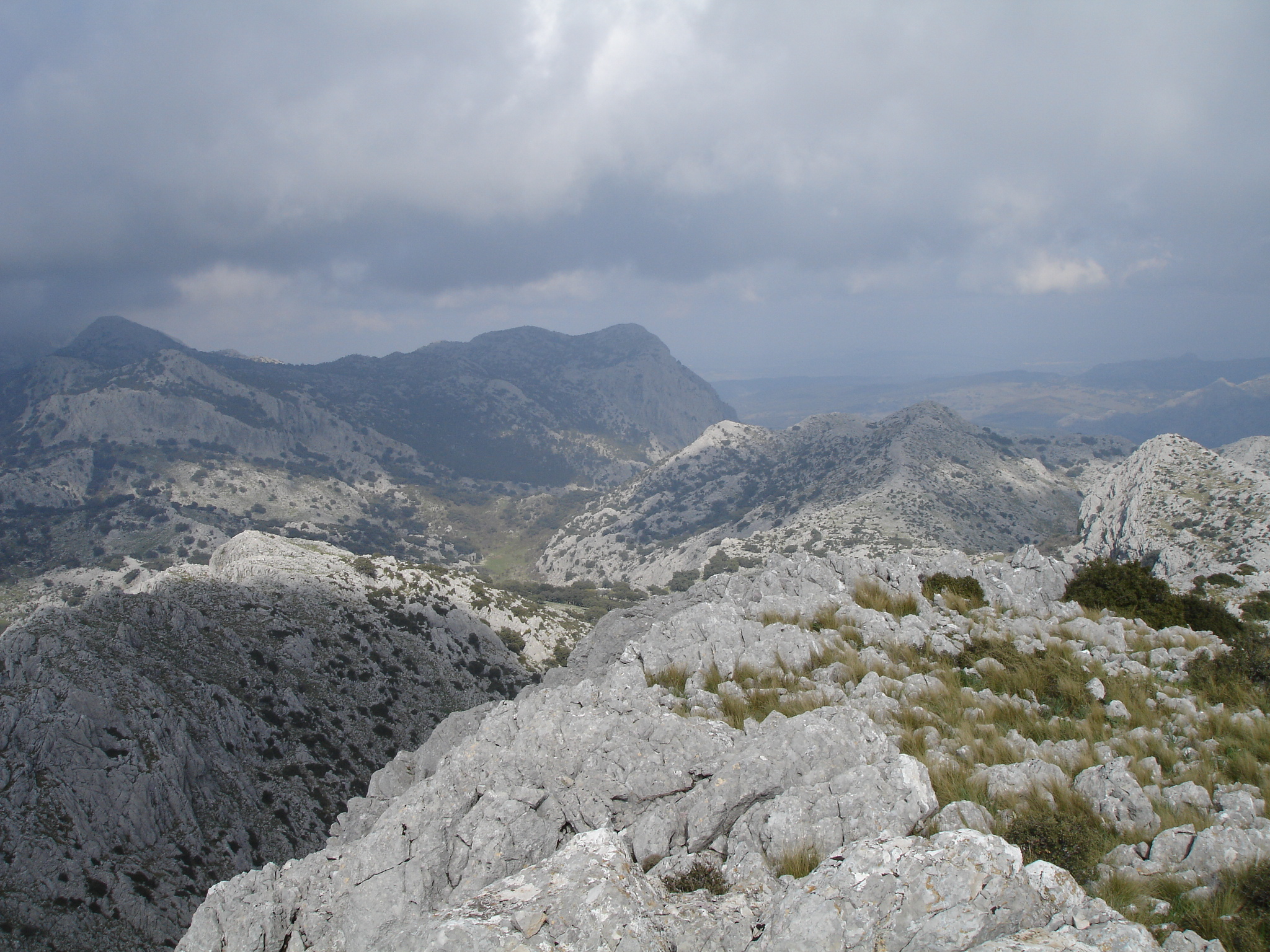
Interior del Macizo de Grazalema